# Manual de la Corte y del Estado de la Monarquía austrohúngara
El Hof- und Staatshandbuch der Österreichisch-Ungarischen Monarchie (en español, Manual de la Corte y del Estado de la Monarquía austrohúngara) fue la guía oficial del Imperio austríaco y su sucesor, el Imperio austrohúgaro desde 1806 hasta 1918.

## Historia
El manual nació a partir de la proclamación del Imperio austríaco con objeto de continuar la tradición existente en la guía oficial del desaparecido Sacro Imperio Romano Germánico, desaparecido en 1806. Hasta 1844 no recibió el nombre de Manual (en alemán, Handbuch), sino el de Schematismus. En 1873 cambió su nombre de Hof- und Staatshandbuch des österreichischen Kaiserthumes (en referencia al Imperio austríaco) a Hof- und Staatshandbuch der Österreichisch-Ungarischen Monarchie (en referencia a la monarquía austrohúngara) como consecuencia del compromiso austrohúngaro adoptado en febrero de 1867.
Continuó editándose hasta el año 1918 en que, tras la desaparición del Imperio austrohúngaro, se dejó de publicar.
En el caso de la corte imperial, contaba con una publicación anual (calendario de corte) propia denominada desde 1886: Handbuch des Allerhöchsten Hofes und des Hofstaates Seiner K. und K. Apostolischen Majestät (Manual de la Alta Corte y Estado de corte de Su Apostólica Majestad Imperial y Real).

## Contenido
El contenido recogido por la guía era relativamente amplio ya que recogía desde la genealogía de la casa real hasta, por ejemplo, algunos bancos del Imperio. A lo largo de los años pueden destacarse algunos apartados principales presentes en las distintas ediciones:
- la genealogía de la casa imperial,
- la corte del emperador,
- las casas de otros miembros de la casa imperial,
- las órdenes de caballería,
- los ministerios,
- el Ejército,
- la Armada,
- la administración de los distintos territorios en que se dividía el Imperio,
- y la administración de los distintos institutos públicos.